# Stazione di Marigliano (RFI)
La stazione di Marigliano era la stazione FS, sulla linea Torre Annunziata-Cancello, della città di Marigliano: dal 2006 la stazione, così come l'intera linea, è senza traffico regolare.

## Strutture e impianti
La stazione dispone di un fabbricato viaggiatori su due livelli che si mantiene ancora in buone condizioni poiché il piano superiore è abitazione privata ed in alcuni locali è la sede del Dopolavoro FS.
All'interno si contano tre binari passanti, di cui solamente due serviti da marciapiede (mancano i sottopassaggi).
La stazione disponeva anche di uno scalo merci: visto il suo inutilizzo è stato trasformato in parcheggio.
Oggi l'ex stazione ospita la sede della Croce Rossa Italiana di Marigliano.

## Movimento
Il movimento sia merci che passeggeri era buono fino agli anni sessanta. Lo scalo era caratterizzato da un buon numero di binari e da un buon volume di merce movimentata (per lo più tuberi provenienti dalle campagne dell'hinterland).
In ambito passeggeri, negli ultimi tempi il traffico era composto esclusivamente da pochissimi pendolari. La frequenza dei treni era molto bassa e durante il fine settimana il servizio era sospeso, mentre le destinazioni dei treni erano per Cancello e Torre Annunziata, anche se in passato vi erano treni per Caserta, Castellammare di Stabia e Gragnano.